# Ichthyophis laosensis
La cecilia del Alto Laos (Ichthyophis laosensis) es una especie de anfibio gimnofión de la familia Ichthyophiidae endémico de Laos.
Según comunicación personal de Wilkinson recogida por AmphibiaWeb, la posición taxonómica de esta cecilia ha de ser sometida a revisión.
Sólo se conoce esta cecilia por un único espécimen.
Se considera que habita en bosque tropical húmedo, que los adultos llevan vida subterránea, que es una especie ovípara que hace la puesta en tierra y que las larvas son acuáticas.